# Shirley Jaffe
Pour les articles homonymes, voir Jaffe.
Shirley Jaffe est une peintre abstraite américaine, née Sternstein le 2 octobre 1923 à Elizabeth (États-Unis) et morte le 29 septembre 2016 à Louveciennes.
Ses premiers travaux s'apparentent à l'expressionnisme lyrique et c'est à partir du milieu des années 1960 qu'elle se rapproche de l'art abstrait. Cette évolution d'une peinture gestuelle vers une tendance plus géométrique fut au départ accueillie avec beaucoup de prudence par le monde de l'art mais son approche si singulière de la peinture est par la suite saluée par la critique. Elle a vécu la plus grande partie de sa vie à Paris.

## Biographie
Shirley Jaffe est née à Elizabeth dans le New Jersey, de Benjamin et Anna Sternstein. Son père dirige une usine textile et meurt lorsque Shirley n'est âgée que de dix ans. Elle déménage alors avec sa mère à Brighton Beach à Brooklyn, où elle est scolarisée au lycée Abraham Lincoln. Shirley Jaffe a étudié les beaux-arts à la Cooper Union à New York, laboratoire de l’expressionnisme abstrait, et en sort diplômée d'un bachelor en 1945.
Après son mariage avec Irving Jaffe, ils s'installent à Washington, où Shirley Jaffe étudie à la Philips Art School. En 1949, son époux, correspondant de la Maison-Blanche pour l'Agence France-Presse, est transféré au bureau parisien de l'agence. Ensemble, ils s'installent à Paris en octobre de la même année,,.
Shirley Jaffe rejoint le cercle d'artistes américains expatriés à Paris comprenant notamment Sam Francis, Ellsworth Kelly, Joan Mitchell. Elle s'installe dans un premier temps à Chaville, puis dans le quartier de Montparnasse grâce à son ami le peintre Jean-Paul Riopelle. Elle produit des peintures, des sérigraphies et des gouaches. Elle expose régulièrement depuis 1952, en Europe et aux États-Unis. En 1956, la Galerie du Haut-Pavé organise sa première exposition personnelle à Paris. Sam Francis lui présente son marchand Jean Fournier, qui s'intéresse au travail de Shirley Jaffe et commence à exposer ses toiles. Il lui consacre une première exposition personnelle dans sa galerie en 1966.
Shirley Jaffe ne tarde pas à se faire connaître comme expressionniste abstraite, pratique dont elle se sépare en 1963-1964, après avoir séjourné à Berlin grâce à une bourse de la Ford Foundation. Cette rupture dans son œuvre intervient peu après son divorce en 1962. Elle confie au magazine BOMB en 2004, à propos de cette période, avoir le sentiment que ses peintures étaient lues comme des paysages (la critique des années 1950 employait parfois le terme de « paysagisme abstrait »), ce qu’elle rejette. Et comme Vassily Kandinsky avant elle, l’un de ses maîtres revendiqués, elle passe d’une pratique gestuelle à une peinture plus géométrique. Cette coupure radicale modifie de manière fondamentale sa peinture, et l’éloigne d’une action « gestuelle » qu’elle remplace par l’inclusion du mouvement dans les formes.
Après Berlin, elle retourne à Paris, et ne cesse dès lors de développer un travail original, fondé sur la synthèse entre deux pratiques qui peuvent paraître antinomiques : l'application gestuelle et lyrique de la peinture et l'abstraction géométrique. L'ensemble des formes aux contours nets qu'elle répartit dans ses œuvres apparaît ainsi, selon ses propos, comme « un chaos organisé, comme un jeu visuel complexe… », inspiré de son environnement urbain immédiat.
Cette Américaine de Paris est morte le 29 septembre 2016 à Louveciennes, des suites d'une longue maladie à l'âge de 92 ans.

## Œuvre
L'œuvre de Shirley Jaffe se caractérise par une vitalité franche et un sens du rythme, qui la rapproche de la peinture de Bridget Riley. Sa palette est audacieuse mais sourde avec ses vieux roses et ses jaunes pâles qui regardent les ocres, les turquoises et les moutardes, où le blanc est le liant du seul plan existant et non pas un fond. C'est cette netteté des motifs, leur joie qui fait de la résistance aussi, qui évoque le plus les papiers découpés d'Henri Matisse.
La Galerie Jean Fournier expose l'artiste de 1966 à 1997. Elle voyage régulièrement en Europe pour y présenter son travail notamment à Berne et à Bâle. En 1999, elle est ensuite représentée par Nathalie Obadia, à Paris et par Tibor de Nagy, à New York.
L’œuvre de Shirley Jaffe est présente dans de nombreuses collections publiques et privées, notamment au MoMA (Museum of Modern Art, New York), au SFMOMA (San Francisco Museum of Modern Art), au Centre Pompidou (Paris), au MAC/VAL (Vitry), à la Fondation Cartier pour l'art contemporain (Paris), au Museum Berardo (Lisbonne), ou dans les collections du FRAC Auvergne, du FRAC Bretagne et du FRAC Limousin.
À la suite d'une commande de l’État, elle produit en 1999 une série de neuf vitraux pour la chapelle gothique Saint-Jean-l'Evangéliste de Perpignan, dite la Funéraria,. Les deux verrières dont elle a conçu les cartons ont été pensées avec le souci de respecter et de mettre en valeur l'identité architecturale de la chapelle, classée monument historique.
Considérée comme un des peintres les plus influents de l’art contemporain abstrait, elle suscite l’attention de plus en plus vive de la part d’artistes de plus jeunes générations, comme Fiona Rae, Bernard Piffaretti, Peter Soriano ou Carole Benzaken.

## Expositions personnelles
- 1956 : Galerie du Haut-Pavé, Paris
- 1959 : Galerie Kormfeld et Klipstein, Berne
- 1961 : Galerie Handschin, Bâle
- 1966 : Galerie Jean Fournier, Paris
- 1969 : Galerie Jean Fournier, Paris
- 1972 : Galerie Jean Fournier, Paris
- 1976 : Galerie Jean Fournier, Paris
- 1981 : Musée Savoisien, Chambéry
- 1981 : Centre d'Art de Flaine, Haute Savoie
- 1982 : Galerie Jean Fournier, Paris
- 1985 : Galerie Jean Fournier, Paris
- 1987 : Fondation Cartier pour l'art contemporain, Jouy-en-Josas
- 1988 : Aspects of abstraction, Holly Solomon Gallery, New York
- 1989 : Château de Jau à Cases-de-Pène
- 1990 : Galerie Jean Fournier, Paris
- 1990 : Holly Solomon Gallery, New York
- 1991 : FRAC Limousin, Brive
- 1992 : Musée de Valence
- 1992 : Holly Solomon Gallery, New York
- 1993 : Galerie Jean Fournier, Paris
- 1994 : Galerie Brigitte Weiss, Zurich
- 1994 : Ecole des Beaux-arts du Mans
- 1994 : Galerie Therèse Roussel, Perpignan
- 1994 : Galleria Peccolo, Livrono
- 1995 : Musée Matisse, Nice
- 1997 : Galerie Jean Fournier, Paris
- 1998 : Galerie Brigitte Weiss, Zurich
- 1999 : Galerie Nathalie Obadia, Paris
- 1999 : Espace Maillol - Palais des Congrès, Perpignan
- 1999 : Musée d'art moderne de Céret, Céret
- 2001 : Y’a de la Joie, Fondation d'art contemporain Daniel et Florence Guerlain , Les Mesnuls
- 2001 : Galerie Nathalie Obadia, Paris
- 2002 : Tibour de Nagy Gallery, New York
- 2004 : Peinture, Galerie Fernand Léger, Ivry-sur-Seine
- 2004 : MACC, Fresnes
- 2005 : Peintures récentes, Tibor de Nagy Gallery, New York
- 2004 : Galerie Jean-Yves Franch Font
- 2006 : Galerie Greta Meert, Bruxelles
- 2008 : Exposition peintures, domaine de Kerguéhennec, Bignan
- 2008 : FRAC - Auvergne, Clermont-Ferrand
- 2008 : Galerie Nathalie Obadia, Paris
- 2008 : Domaine de Kerguéhennec, Bignan
- 2011 : Galerie Greta Meert, Bruxelles
- 2013 : Galerie Nathalie Obadia, Paris
- 2013 : Galerie Réjane Louin, Locquirec
- 2016 : Centre d'art contemporain, Châtellerault
- 2022 : Shirley Jaffe, une américaine à Paris, Centre Georges Pompidou, Paris[16]

#### Ouvrage général
- Élisabeth Védrenne et Valérie de Maulmin, Les Pionnières : dans les ateliers des femmes artistes du XXe siècle, photographies de Catherine Panchout, Paris, Somogy éditions d'art, 2018  (ISBN 978-2-7572-1305-6) Avec Etel Adnan, Geneviève Asse, Pierrette Bloch, Geneviève Claisse, Parvine Curie, Sheila Hicks, Shirley Jaffe, Véra Molnar, Aurélie Nemours, Marta Pan et Judit Reigl.

#### Articles
- Brigitte Ollier, « Shirley Jaffe, la cote bretonne », Libération, no 10025,‎ 7 août 2013, p. 21 (lire en ligne).
- Brigitte Ollier, « Interview : «Peindre est un moment de réflexion» », Libération, no 10025,‎ 7 août 2013, p. 20-21 (lire en ligne).
- (en) Roberta Smith, « Shirley Jaffe: ‘Selected Paintings 1969-2009’ », The New York Times,‎ 16 avril 2010 (présentation en ligne).
- (en) Raphael Rubinstein, « Shirley Jaffe with Raphael Rubinstein », The Brooklyn Rail,‎ 2 avril 2010 (présentation en ligne).
- Dominique Boudou, « Shirley Jaffe à la lisière du signe », Beaux Arts magazine, no 128,‎ novembre 1994.
- Philippe Dagen, « Shirley Jaffe à la Fondation de Jau. Glaciations », Le Monde,‎ 1er août 1989.
- (en) Michael Brenson, « Works by 7 Women, 'Aspects of Abstraction' », The New York Times,‎ 22 janvier 1988 (présentation en ligne).
- M. A.-L, « Une jeune femme, deux Américains, un nuagiste », in Les Lettres françaises no 1118 du 16 au 16 février 1966, p. 29